# Menadžment
Menadžment (engl. management) je u poduzećima i organizacijama funkcija koja koordinira ljudske napore da izvrše određene ciljeve koristeći dostupne resurse efikasno i učinkovito.
Menadžment se sastoji od pet funkcija koje pomažu organizaciji da ostvari cilj, a to su planiranje, organiziranje, kadrovsko popunjavanje, vođenje i kontroliranje. Faktori proizvodnje obuhvaćaju razvoj i korištenje ljudskih resursa, financijskih resursa, tehnoloških resursa i prirodnih resursa. Menadžment je također akademska disciplina, društvena znanost čija je svrha proučavanje društvene organizacije.

## Definicija
Menadžment je proces oblikovanja i održavanja okruženja u kojemu pojedinci, radeći zajedno u skupinama ostvaruju odabrane ciljeve. To je zapravo proces postizanja željenih rezultata kroz efikasno korištenje ljudskih i materijalnih resursa.
Sustavan način usmjeravanja pojedinaca, skupina poslova i operacija s ciljem ostvarivanja imenovanih organizacijskih ciljeva sa sredstvima koje organizaciji stoje na raspolaganju.
Suvremeni menadžeri u principu obavljaju tri zadatka:
- Usmjeravaju poslove i organizacije
- Usmjeravaju (upravljaju) ljudima
- Usmjeravaju (upravljaju) operacijama (proizvodima i uslugama)

## Funkcije menadžmenta
1. Planiranje
2. Organiziranje
3. Vođenja i motiviranje
4. Kontroliranje
5. Upravljanje ljudskim resursima

## Bitna obilježja
- Rad s ljudima i pomoću njih

Menadžment osigurava da se ciljevi poduzeća ostvare kolektivnom akcijom nositelja pojedinačnih zadataka
- Ciljevi poduzeća

Poduzeće postoji da bi ispunilo svrhu i misiju i ostvarilo zadane ciljeve
- Efikasnost i efektivnost

efikasnostraditi prave stvari na pravi način (djelotvornost)
efektivnostraditi prave stvari, tj. odabrati prave ciljeve (učinkovitost)
- Ograničeni resursi

Potrebno je racionalno postupati s materijalnim resursima i energentima
- Promjenjivo okruženje

Okruženje je složeno i heterogeno i zahtijeva stalnu kontrolu utjecaja iz okruženja. Odražava neizvjesnost.

## Potrebne vještine
1. Koncepcijske vještine
2. Vještine oblikovanja
3. Vještine rada s ljudima (humana vještina)
4. Tehničke vještine

## Menadžment i društvo
Menadžment je svakodnevno suočen s brzim promjenama, kako unutarnjim tako i vanjskim. U sklopu menadžmenta potrebno je voditi računa o vanjskom i unutarnjem okruženju poduzeća. Vanjsko okruženje predstavlja prilike i prijetnje za poduzeće, a unutarnje okruženje slabosti i snage.

#### Vanjsko okruženje
1. ekonomsko
2. ekološko
3. etičko
4. zakonodavno
5. političko
6. društveno
7. tehnološko

#### Unutarnje okruženje
1. ciljevi
2. strategija
3. zadaci
4. tehnologija
5. veličina poduzeća
6. životni ciklus poduzeća
7. ljudski potencijali
8. proizvodi i/ili usluge
9. lokacija

## Vanjske poveznice
- Upravljanje znanjem  Arhivirana inačica izvorne stranice od 7. lipnja 2008. (Wayback Machine)